# Bequires

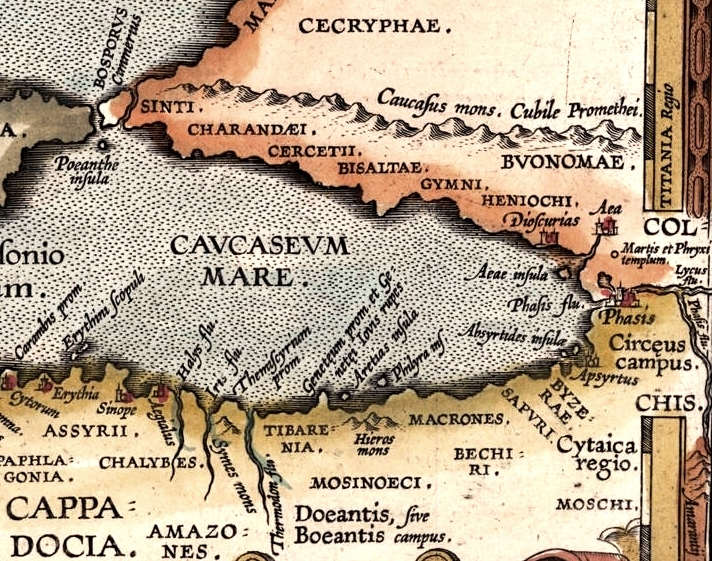
Mapa de Abraham Ortelius de 1624 donde aparece la posible ubicación de los bequires.

Los bequires eran los miembros de un pueblo de la Antigüedad que vivían en una zona del noreste de Anatolia. 
Apolonio de Rodas los menciona entre los territorios junto a los que debían pasar los Argonautas en su viaje hacia la Cólquide en busca del vellocino de oro. El autor los ubica en las proximidades de los macrones y de los sapires.
En el Periplo de Pseudo-Escílax se dice que la tribu de los bequires vivía en una ciudad griega llamada Bequiria que disponía de un puerto. Esta tribu era vecina de los ecequires, que habitaban Odinio y Limne y, por otro lado, de los macrocéfalos, que vivían en la ciudad de Trapezunte.
Plinio, al enumerar a los pueblos de la región Temiscirena, los cita a continuación del puerto de Cordule y antes de la tribu de los buxeros. Pomponio Mela los enumera junto a los macrocéfalos y los buxeros.